# Seznam slovenskih izdelovalcev harmonik
Seznam slovenskih znamk harmonik. Natančno število znamk harmonik ni znano, saj nekateri zastopniki nimajo registrirane dejavnosti oziroma imajo proizvodnjo zelo majhno. Eni harmonike izdelujejo v celoti, drugi ne. Nekateri so samo posredniki svojih znamk, ki jih izdelajo drugi izdelovalci. Ob izdelovalcih poznamo še uglaševalce. Nekateri redki izdelovalci so hkrati tudi uglaševalci. 
Uradnih slovenskih znamk diatoničnih harmonik je okrog 25. Ivan Sivec, priznani poznavalec slovenske narodnozabavne glasbe navaja v svoji knjigi Vsi najboljši muzikanti, da obstaja v Sloveniji okoli 65 znamk diatoničnih harmonik, mnogi pa trdijo, da jih je še dvakrat ali trikrat več. 

## Diatonične harmonike
1. Alpen
2. Avsenik
3. Beltuna
4. Bregar
5. Breznik
6. Burgar
7. Butolen
8. Cafuta
9. Dečman
10. Dobršek
11. Doles
12. Dolinšek
13. Ekart
14. Elikan
15. Fišer
16. Frece
17. Furjan
18. Glažar
19. Goti
20. Grilc
21. Hamer
22. Hribernik
23. Jerko
24. Kač
25. Kapš
26. Kas
27. Kitek
28. Končan
29. Koren
30. Kotnik
31. Koci
32. Krpič
33. Kucler
34. Kuret
35. Melodija
36. Munda
37. Pečjak
38. Planinc
39. Plaznik
40. Plohl
41. Podgoršek
42. Poličar
43. Poljanšek
44. Popošek
45. Prostor
46. Resnik
47. Ribič
48. Rutar
49. Sandalj
50. Sitar
51. Slak
52. Smeh
53. Štular
54. Šurla
55. Tolar
56. Uršič
57. Vidovič
58. Vox
59. Zorc
60. Zupan
61. Železnik
62. Žveglič

## Klavirske harmonike
1. Alpen
2. Kapš
3. Melodija
4. Munda
5. Rutar
6. Zupan

## Kromatične harmonike
1. Alpen
2. Frece
3. Zupan

## Nekdanji izdelovalci
1. Anton Mervar (deloval v ZDA)
2. Lubas & Sohn (diatonične in kromatične)